# JYP Entertainment
JYP Entertainment (en hangul, JYP 엔터테인먼트), es un conglomerado de multinacionales del entretenimiento y sellos discográficos, fundado en Seúl (Corea del Sur) en 1997 por JY Park. Opera como sello discográfico, agencia de talentos, productora musical, empresa de gestión de eventos, productora de conciertos y editorial musical, y es una de las compañías de entretenimiento más grandes de Corea del Sur. La compañía también opera filiales y divisiones a nivel internacional. De ella han salido artistas como:Twice, 2PM,, Stray Kids, Day6, Boy Story, Itzy, Xdinary Heroes, Nmixx, NiziU, VCHA, NEXZ y KickFlip.

## Historia
JYP Entertainment fue fundado en 1997 por el cantante y productor discográfico surcoreano J.Y. Park Park Jin Young como «Tae-Hong Planning Corporation», que finalmente se convirtió en «JYP Entertainment» en 2001. El estudio y la sede de su filial estadounidense, «JYP USA», abrieron oficialmente en la ciudad de Nueva York en junio de 2007. En octubre de 2008, JYP Entertainment abrió el JYP Beijing Center como su rama de China y, en el mismo año, la Creative Artists Agency «CAA» incluyó a JYP Entertainment en su lista de clientes de alto perfil.

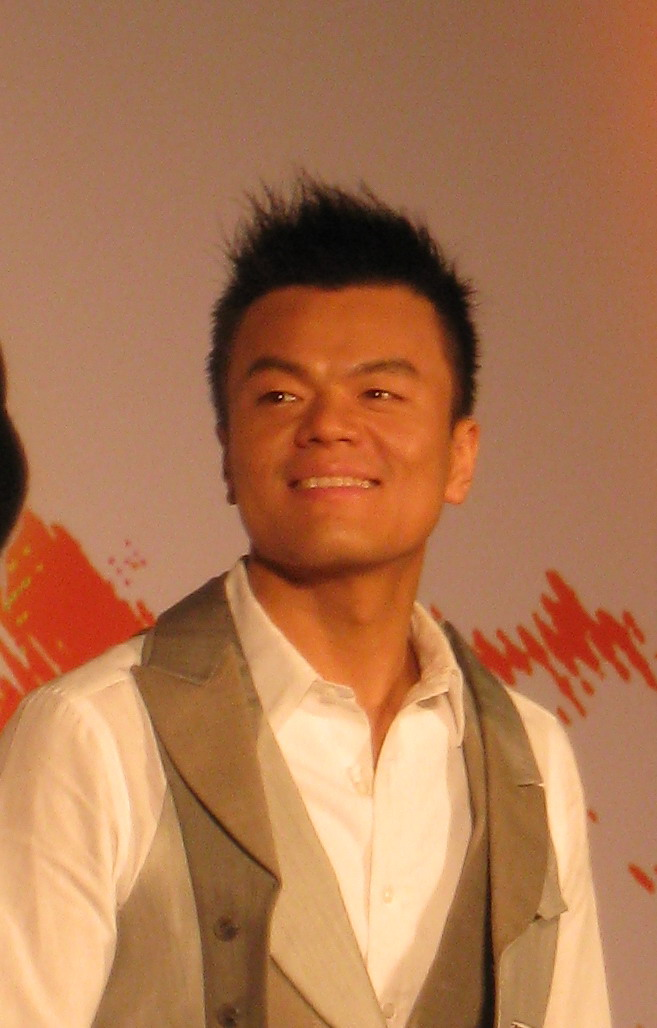
Park Jin Young (J.Y.Park), Presidente de JYP Entertainment

En una entrevista, Park Jin Young declaró que el éxito de sus artistas se debe a la creación de una «marca» para el artista.

## Studio J
El 18 de enero de 2015, J.Y. Park anunció en su Twitter el lanzamiento del nuevo sello de JYP Entertainment, llamado «Studio J». Mediante esta nueva subsidiaria se presentará artistas libres y profundos con un género musical único; en el que se apreciará al artista y su música identificados. El primer artista de este sello discográfico fue G.Soul y la primera agrupación es Day6.

## JYP Pictures
J.Y. Park inauguró «JYP Pictures» en China y Corea, con el objetivo de expandirse en la producción de dramas con la firma exclusiva con la guionista/escritora Lee Kyung Hee, algunos de cuyos dramas son Innocent Man, Wonderful Days, Sorry I Love You, y recientemente escritora de Uncontrollably Fond. 

## Artistas

### Grupos
- Wonder Girls (2007-2017)
- 2PM (2008-presente
- Miss A (2010-2017)
- Got7 (2014-2021)
- Day6 (2015-presente)
- Twice (2015-presente)
- Boy Story (2017-presente)
- Stray Kids (2018-presente)
- Itzy (2019-presente)
- NiziU (2020-presente)
- Xdinary Heroes (2021-presente)
- Nmixx (2022-presente)
- VCHA (2024-presente)
- NEXZ (2024-presente)
- KickFlip (2025-presente)

### Solistas
- J.Y. Park
- Junho (2PM)
- Wooyoung (2PM)
- Bernard Park
- Nichkhun (2PM)
- Young K (Day6)
- Dowoon (Day6)
- Wonpil (Day6)
- Nayeon (TWICE)
- Jihyo (TWICE)
- Tzuyu (TWICE)
- Yeji (ITZY)

### Subunidades
- MiSaMo (TWICE)
- Day6 (Even of Day) (Day6)

## NPIO Entertainment

### Actores y Actrices
- Park Jin Young
- Yoon Park
- Shin Eun Soo
- Kang Hoon
- Shin Ye Eun
- Kim Dong Hee
- Lee Chan Sun
- Lee junho

## Discografía

### JYP Nation
- 2024: Like Magic
- 2016: ENCORE
- 2014: ONE MIC
- 2010: This is Christmas

## Conciertos

### Presentaciones de JYP Nation
- 2016: JYP Nation in Japan
- 2016: JYP Nation in Korea
- 2014: JYP Nation in Bangkok
- 2014: JYP Nation Hong Kong
- 2014: JYP Nation in Seoul
- 2012: JYP Nation in Seoul
- 2012: JYP Nation in Japan
- 2011: JYP Nation in Japan
- 2010: JYP Nation Team Play Concert
- 2010: JYP Tour
- 2009: JYP Tour
- 2008: JYP Tour